# Casino Cosmopol, Göteborg
Casino Cosmopol i Göteborg var tidigare ett av fyra statligt ägda kasinon i Sverige, beläget i det gamla tullhuset vid Packhuskajen längs Göta älv. Kasinot invigdes 31 augusti 2002. och stängdes 24 februari 2024. Därefter kvarstod bara kasinot i Stockholm i Cosmopol-kedjan. Kasinot är ett helägt dotterbolag till Svenska Spel.
Hela kasinots spelyta låg på entréplan i ett enda stort rum med sex avdelningar.
Den tidigare rökfria automathallen Blue Ocean blev från 2006–2009 pokerlounge inklusive sittgrupp som kallades "Losers Lounge".
I december 2009 stod Casino Cosmopols nya och större pokeravdelning klar i nya lokaler med angränsande bar.
Kasinot hyste även en restaurang, The casino restaurant, och två barer.
Casino Cosmopol i Göteborg stängde temporärt från och med den 29 mars 2020 på grund av Covid-19. Kasinot öppnade igen den 7 juli 2021. I januari 2024 kom dock besked om att Casino Cosmopol i både Göteborg och Malmö skulle stängas permanent. Stängningen trädde sedan i kraft den 24 februari 2024. Anledningen från ägaren Svenska uppgavs vara bristande lönsamhet att en allt större andel spel sker online. 

## Historia
Under slutet av 1800-talet var Gamla Tullhuset avstampet för de över en miljon skandinaver som emigrerade till Amerika. År 1974 flyttades Göteborgs tullverksamhet dels till byggnaden, som samtidigt bytte namn, dels till Östra Nordstaden. Här huserade Tullverket fram till att beslutet att Sverige skulle börja bygga kasinon år 1999.
Fyra år efter kasinots öppnande, den 1 september 2006, utökades kasinot med fler två pokerbord och ännu en bar kombinerad med café.
Förutom under Covid-19-pandemin var den enda dagen som kasinot hade stängt under översvämningarna i Göteborg i mitten på december 2006.